# Újezdec (kraj środkowoczeski)
Újezdec – wieś i gmina w Czechach, w powiecie Mielnik, w kraju środkowoczeskim. Według danych z dnia 1 stycznia 2013 liczyła 105 mieszkańców.